# Fenestrulina microstoma
Fenestrulina microstoma är en mossdjursart som beskrevs av Moyano 1983. Fenestrulina microstoma ingår i släktet Fenestrulina och familjen Microporellidae. Inga underarter finns listade i Catalogue of Life.